# یواس‌اس پراپاس (ای‌کی-۱۳۲)
یواس‌اس پراپاس (ای‌کی-۱۳۲) (به انگلیسی: USS Propus (AK-132)) یک کشتی بود که طول آن ۴۴۱ فوت ۶ اینچ (۱۳۴٫۵۷ متر) بود. این کشتی در سال ۱۹۴۴ ساخته شد.